# Маврокордатос
 Тази статия е за фанариотския род.  За селото в Гърция вижте Либотен.  
Маврокорда̀тос (на гръцки: Μαυροκορδάτος) е гръцки фанариотски род, представители на който са князе на Молдова и Влашко, а други по-късно участват активно в гръцкия обществен и политически живот.
Родът води началото си от търговец от Хиос, който в началото на XVII век се установява в Цариград. Негови потомци служат като драгомани на османското правителство, като няколко от тях са назначавани за князе както в Молдова, така и във Влашко.

## Известни представители
- Александрос Маврокордатос (1641 – 1709), велик драгоман
  - Николаос Маврокордатос (1670 – 1730), велик драгоман, княз на Молдова и Влашко
    - Константин III Маврокордат (1712 – 1769), княз на Молдова и Влашко
      - Александър I Маврокордат (1742 – 1812), княз на Молдова

    - Йоанис Маврокордатос (1712 – 1747), княз на Молдова
      - Александър II Маврокордат, княз на Молдова

    - Александрос Маврокордатос (?-1796)
      - Николас Маврокордато (?-1818)
        - Александрос Маврокордатос (1791 – 1865), министър-председател на Гърция

  - Йоанис I Маврокордатос (1684 – 1719), княз на Молдова и Влашко